# احمد الصویلح
احمد الصویلح (عربی: أحمد الصويلح؛ زادهٔ ۱۴ مهٔ ۱۹۸۶) یک بازیکن فوتبال اهل عربستان سعودی است.
از باشگاه‌هایی که در آن بازی کرده‌است می‌توان به الهلال عربستان، و القادسیه عربستان، باشگاه فوتبال ردبول زالتسبورگ، هجر عربستان، الهلال عربستان اشاره کرد.
وی همچنین در تیم‌های ملی فوتبال Saudi Arabia -17 Saudi Arabia -20 عربستان سعودی بازی کرده است.